# Les chiens ne portent pas de pantalon
Pour plus de détails, voir Fiche technique et Distribution.
Les chiens ne portent pas de pantalon (Koirat eivät käytä housuja) est un film finlandais réalisé par Jukka-Pekka Valkeapää, sorti en 2019.

## Synopsis
Sept ans après la noyade tragique de sa femme, Juha, chirurgien cardiaque, peine à élever seul Elli, sa fille adolescente, tandis que sa peine ne s'efface pas : il utilise la robe et le parfum de sa femme pour se masturber. Alors qu'il rencontre par hasard Mona, une dominatrice, Juha entre dans le monde du BDSM : il aime être asphyxié car il s'imagine sous l'eau avec sa femme. Ses premiers rendez-vous avec Mona sont non-consensuels, avec peu de négociation. Cependant, Mona finit par lui donner une balle en verre qu'il doit tenir pendant qu'elle l'asphyxie : s'il perd connaissance, la balle tombe et elle sait qu'elle doit s'arrêter. Juha lui donne la robe et le parfum de sa femme.
Le comportement de Juha ne s'améliore cependant pas : il casse une porte de l'hôpital où il travaille quand son pass ne fonctionne pas et loupe le concert de sa fille pour aller voir Mona. Il parvient à lui faire continuer l'asphyxie et il s'évanouit. Étant physiothérapeute de formation, Mona procède aux gestes de premiers secours avant d'appeler une ambulance.
La fille de Juha arrive à l'hôpital, où son père lui dit qu'il a vu sa mère et lui demande de partir. Un collègue de travail dit à Juha que les directeurs sont inquiets de son comportement et veulent lui faire subir un suivi psychologique. Pendant la conversation, Juha s'ôte l'ongle du pouce.
Juha continue de poursuivre Mona sans relâche mais elle ne répond pas à ses appels. Un soir, Juha suit une personne qu'il pense être Mona, mais qui est en réalité un homme qui se défend alors avec un spray au poivre. Plus tard, il emmène la professeure de musique de sa fille à dîner et lui donne le parfum de sa femme. Ils commencent à faire l'amour, et Juha lui demande de porter le parfum et de l'étrangler, ce qu'elle fait, amusée.
Juha suit une fois encore Mona jusqu'à son appartement, où il lui donne un ultimatum : elle pourra le faire souffrir autant qu'elle le souhaite si elle accepte de l'étrangler en échange. Elle accepte et il la suit à quatre pattes. Elle l'attache et lui arrache une dent avec une paire de pinces avant de lui mettre un sac en plastique sur le visage. Elle finit par réaliser qu'il est venu chez elle dans le but de se suicider. Elle le libère et commence à pleurer. Juha réconforte Mona et ils s'embrassent avant qu'elle ne le frappe. Elle s'enferme dans une autre pièce, mais avant qu'elle puisse lui rendre la robe de sa femme, Juha est déjà parti.
Juha retourne chez lui où sa fille est absente. Il trouve Elli dans un parc, en train de fumer, et essaie d'arranger leur relation en l'invitant au Musée d'histoire naturelle, une habitude pour son anniversaire. Elli part sur la mobylette de son petit ami.
Juha apprend que son évaluation psychologique est positive et avoir à son collègue avoir menti. Il va dans une boîte de nuit habillé de harnais de cuir. Après quelques verres, il va sur la piste de danse et voit Mona, qu'il regarde et qui lui sourit.

## Fiche technique
- Titre : Les chiens ne portent pas de pantalon
- Titre original : Koirat eivät käytä housuja
- Titre international : Dogs Don't Wear Pants
- Réalisation : Jukka-Pekka Valkeapää
- Scénario : Juhana Lumme et Jukka-Pekka Valkeapää
- Musique : Michal Nejtek
- Photographie : Pietari Peltola
- Montage : Mervi Junkkonen
- Production : Aleksi Bardy et Helen Vinogradov
- Sociétés de production : Helsinki-Filmi et Tasse Film
- Pays de production :  Finlande et  Lettonie
- Genre : drame et romance
- Durée : 105 minutes
- Dates de sortie :
  - France : 21 mai 2019 (Festival de Cannes - Quinzaine des réalisateurs)
  - Suisse : 9 juillet 2019 (Festival international du film fantastique de Neuchâtel)
  - Finlande : 1er novembre 2019

## Distribution
- Pekka Strang : Juha
- Ester Geislerová : Vaimo
- Ellen Karppo : Elli à 4 ans
- Armands Reinis : Kalastaja
- Jani Volanen : Pauli
- Ilona Huhta : Elli
- Oona Airola : Satu
- Iiris Anttila : Lävistäjä
- Krista Kosonen : Mona
- Samuel Shipway : Jose
- Sofia Kaipainen : Jaana
- Viivi Ihalainen : Linda

## Distinctions
Le film a été nommé pour neuf Jussis et en a remporté six : meilleur acteur pour Pekka Strang, meilleure photographie, meilleure musique, meilleur son, meilleur montage et meilleurs maquillages.